# Nắm cơm lá thuôn
Nắm cơm lá thuôn hay nắm xôi, xưn xe lá tròn dài (danh pháp: Kadsura oblongifolia) là một loài thực vật có hoa trong họ Schisandraceae. Loài này được Merr. miêu tả khoa học đầu tiên năm 1923.